# Hans Asperger
Johann 'Hans' Friedrich Karl Asperger (en alemán /aspɛʁɡɐ/)  (Viena, 18 de febrero de 1906 - 21 de octubre de 1980) fue un psiquiatra y pediatra austriaco. Destacado por sus primeros estudios sobre la neurología atípica, concretamente en los niños, es el homónimo del trastorno del espectro autista, el síndrome de Asperger. Escribió más de 300 publicaciones sobre trastornos psicológicos que, a título póstumo, adquirieron renombre internacional en la década de 1980. Su diagnóstico del autismo, al que denominó "psicopatía autista", también ha suscitado polémica. A mediados de la década de 2010 surgió otra controversia por las acusaciones de que Asperger colaboró remitiendo niños a una clínica alemana nazi responsable de asesinar a pacientes discapacitados.

## Biografía
Hans Asperger nació en Viena y creció en una granja a las afueras de Viena. Fue el mayor de dos hijos. Tuvo dificultades para hacer amigos, y se le consideró un niño solitario. Durante su infancia, Asperger parece haber presentado algunas de las características del síndrome que lleva su apellido. Fue alguien dotado para el lenguaje, estando particularmente interesado en el poeta austríaco Franz Grillparzer, cuya obra recitaba frecuentemente a sus compañeros de clase. Le gustaba citar sus propias palabras, y a menudo se refería a sí mismo desde una perspectiva de tercera persona.
Asperger estudió medicina en la Universidad de Viena con Franz Hamburger y realizó prácticas en el Hospital Infantil Universitario de Viena. Se graduó como doctor en medicina en 1931 y llegó a ser director del departamento de educación especial en la clínica infantil universitaria de Viena en 1932. Se unió al Frente Patriótico austríaco, de ideología austrofascista, el 10 de mayo de 1934, nueve días después de que el canciller Engelbert Dollfuss pasara una nueva constitución haciéndose a sí mismo dictador. Se casó en 1935 y tuvo cinco hijos.

## Carrera
Durante la Segunda Guerra Mundial fue un oficial médico, sirviendo en la ocupación de Croacia por parte de las potencias del Eje; su hermano menor murió en la batalla de Stalingrado. Hacia el final de la guerra, Asperger abrió una escuela para niños con la Hermana Victorine Zak. En un bombardeo, esta falleció, y la escuela fue destruida junto con gran parte de las primeras investigaciones de Asperger.[cita requerida]
Asperger publicó una definición de psicopatía autista en 1944 que resultó básicamente idéntica a la publicada con anterioridad por la neuróloga rusa Grunya Sukhareva (Груня Ефимовна Сухарева) en 1926. En su informe, síntesis de sus estudios sobre decenas de niños, Asperger identificó en cuatro chicos un patrón de comportamiento que incluía "una falta de empatía, escasa habilidad para entablar amistad, conversaciones con uno mismo, fijación intensa hacia un determinado asunto, y movimientos extraños".[cita requerida] Asperger denominó a estos niños con psicopatía autista "pequeños profesores" debido a su habilidad para hablar de sus intereses favoritos con gran detalle. Asperger identificó que muchos de los niños diagnosticados como autistas usaban su talento una vez adultos, y llevaban carreras exitosas. Uno de ellos llegó a ser profesor de astronomía y arregló un error en la obra de Newton que había descubierto como estudiante. Otro de sus pacientes fue la escritora y Premio Nobel de Literatura Elfriede Jelinek.
En 1944, tras la publicación de su artículo emblemático describiendo los síntomas del autismo, encontró un puesto permanente en la Universidad de Viena. Al poco de acabar la guerra, se convirtió en director de la clínica infantil de la ciudad. Fue designado jefe de pediatría en la Universidad, puesto que conservó durante 20 años. más tarde trabajó en Innsbruck. Desde 1964, encabezó Aldeas Infantiles SOS en Hinterbrühl.

### Relación con el genocidio nazi
Edith Sheffer, especialista en historia europea moderna, escribió en 2016 que Asperger cooperó con el régimen nazi, incluso enviando niños a la clínica Spiegelgrund que participaba en el programa de exterminio nazi eufemísticamente denominado eutanasia.
Sheffer escribió un libro desarrollando su investigación titulado Los niños de Asperger: Origen del autismo en la Viena nazi.
Otro investigador e historiador de la Universidad de medicina de Viena, Herwig Czech, escribió en un artículo de la revista Molecular Autism publicado en abril de 2018:

Asperger se adaptó al régimen nazi y fue recompensado por su lealtad con oportunidades laborales. Formó parte de varias organizaciones relacionadas con el nazismo, aunque no con el partido nazi directamente, y legitimó públicamente las políticas de higiene racial que incluían esterilización forzada y -en varias ocasiones- cooperó activamente con el programa de eutanasia infantil.
Herwig Czech

Así, mientras para algunos el hecho de que jamás haya sido miembro del partido nazi se considera una prueba suficiente de que no se trataba de un fanático, para otros justamente el hecho de que no haya tenido militancia le garantizó que su complicidad con los criminales haya pasado inadvertida para la justicia, logrando así que su vida transcurriera sin sobresaltos tras la guerra y falleciera en paz en 1980.

## Desarrollos importantes
Sus trabajos se publicaban exclusivamente en alemán. La investigadora británica Lorna Wing propuso el nombre en su artículo de 1981, El Síndrome de Asperger: un relato clínico, que desafiaba el modelo previamente aceptado de autismo, presentado por Leo Kanner en 1943. No fue hasta 1991 que se realizó una traducción fidedigna de los trabajos de Asperger, llevada a cabo por Uta Frith; antes de esto, el síndrome había sido "virtualmente desconocido". Frith afirmó que algunas preguntas fundamentales sobre el diagnóstico no habían sido resueltas, y que los datos científicos para abordarlas no existían. Al contrario que Kanner, quien eclipsó a Asperger, los hallazgos de este último fueron ignorados o despreciados en el mundo de habla inglesa mientras vivió. A principios de los años 1990, la obra del austríaco alcanzó mayor relevancia debido a las investigaciones de Wing y la reciente traducción de Frith, llevando a la inclusión del nombre en el CIE-10 en 1993, y en el DSM-IV en 1994, medio siglo después de las primeras investigaciones de Asperger. El CIE-10 de la Organización Mundial de la Salud describe el síndrome como "un desorden de incierta validez nosológica", y existe un consenso mayoritario para eliminarlo gradualmente del manual de diagnóstico de la Asociación Estadounidense de Psiquiatría.

En su artículo de 1944, como tradujo Uta Frith en 1991, Asperger escribió, 
estamos convencidos, por tanto, que las personas autistas tienen su lugar dentro del organismo de la comunidad social. Cumplen bien con su papel, puede que mejor de lo que cualquier otro pudiera, y estamos hablando de personas que cuando fueron niños tuvieron las mayores dificultades y causaron innumerables preocupaciones a sus cuidadores.
Eric Schopler escribió en 1998:
Las publicaciones de Asperger no desencadenaron investigaciones, replicaciones, o interés antes de 1980. En su lugar, supusieron un fértil campo de cultivo para la confusión de diagnósticos que ha surgido desde 1980.
El nacimiento de Asperger, el 18 de febrero, fue declarado como Día Internacional del Síndrome de Asperger.

## Artículos seleccionados
- Test autoadministrables para la detección precoz del Asperger, Autismo y TGD: M-Chat, Q-Chat y CSBS
- Asperger H (1938). «Das psychisch abnormale Kind [El niño psíquicamente anormal]». Wien Klin Wochenschr (en alemán) 51: 1314-7.
- Asperger H (1944). «Die "Autistischen Psychopathen" im Kindesalter [Psicopatología autista en la infancia]». Archiv für psychiatrie und nervenkrankheiten (en alemán) 117: 76-136. doi:10.1007/BF01837709.
- Asperger H (1952). Heilpädagogik. Einführung in die Psychopathologie des Kindes für Árzte, Lehrer, Psychologen, Richter und Fürsorgerinnen [Pedagogía curativa. Introducción a la psicopatología infantil para uso de médicos, maestros, psicólogos, jueces, y asistentas sociales] (en alemán).
- Asperger H (1968). «[On the differential diagnosis of early infantile autism]». Acta Paedopsychiatr (en alemán) 35 (4): 136-45. PMID 4880461.
- Asperger H (1974). «[Autismo infantil temprano]». Med Klin (en alemán) 69 (49): 2024-7. PMID 4444665.
- Asperger H (1977). «[La vida vivida. 50 años de pediatría]». Padiatr Padol (en alemán) 12 (3): 214-23. PMID 331197.